# Vorwerk (företag)

Logo

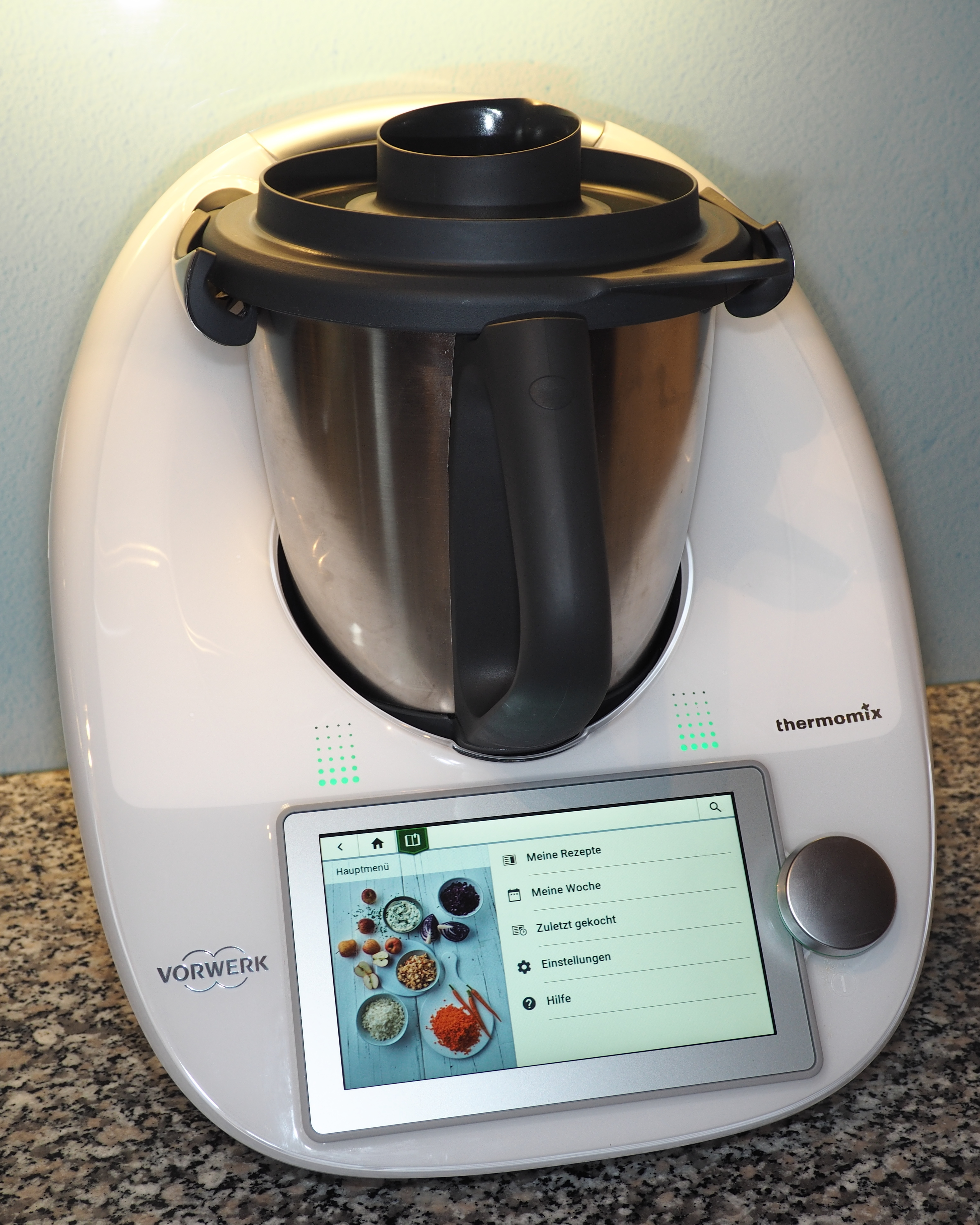
Thermomix TM6

Vorwerk (Vorwerk SE & Co. KG) är en tysk tillverkare av hushållsapparater under varumärkena Kobold (dammsugare) och Thermomix (köksapparat) med huvudkontor i Wuppertal.
Vorwerk grundades 1883 under namnet Barmer Teppichfabrik Vorwerk & Co av Carl Vorwerk i Barmen (idag del av Wuppertal) som ett mattväveri men kom att bredda sortimentet de kommande åren. År 1929 lanserades den första dammsugaren under namnet Kobold (Kobold är ett begrepp för husandar i tysk folktro). Bolaget började 1930 att sälja direkt till kund utan distributörsled.
År 1971 lanserades köksmaskinen Thermomix. Thermomix går tillbaka till en idé av Vorwerks franska dotterbolags vd om en maskin som både mixade och kokade soppor. Den första modellen VM 2000 lanserades 1971 och har sedan vidareutvecklats till dagens TM6.